# Gaura sinuata
Gaura sinuata là một loài thực vật có hoa trong họ Anh thảo chiều. Loài này được Nutt. ex Ser. mô tả khoa học đầu tiên năm 1828.